# Catena Gregory
Catena Gregory - łańcuch kraterów na powierzchni Księżyca, o długości 152 km. Jego współrzędne selenograficzne to 0,36°S; 129,54°E.
Catenę nazwano od krateru Gregory, nazwa została zatwierdzona przez Międzynarodową Unię Astronomiczną w roku 1976.